# Mel Sheppard
Melvin Whinfield „Mel” Sheppard (ur. 5 września 1883 w Almonesson Lake w stanie New Jersey, zm. 4 stycznia 1942 w Nowym Jorku) – amerykański lekkoatleta średniodystansowiec, wielokrotny medalista olimpijski.
Sheppard nie został przyjęty do nowojorskiej policji z powodu powiększonego serca. Ta wada nie przeszkodziła mu jednak w wyczynowym uprawianiu biegów lekkoatletycznych. Zdobył mistrzostwo USA (AAU) na 880 jardów kolejno w 1906, 1907 i 1908.
Na Igrzyskach Olimpijskich w 1908 w Londynie był jednym z faworytów biegów średnich. Zwyciężył najpierw w biegu na 1500 m poprawiając dwukrotnie rekord olimpijski na 4.03,04. Następnie wygrał bieg na 800 m ustanawiając rekord świata wynikiem 1.52,8. Trzeci złoty medal zdobył w sztafecie 200+200+400+800 m, biegnąc na ostatniej zmianie.
Zdobył mistrzostwo USA (AAU) na 880 jardów w 1911 i 1912. Na Igrzyskach Olimpijskich w 1912 w Sztokholmie Sheppard został wraz z kolegami mistrzem w sztafecie 4 × 400 m (ustanowili rekord świata 3.16,6). Na 800 m zdobył srebrny medal przegrywając z Tedem Meredithem. Startował także w finale biegu na 1500 m, ale został sklasyfikowany poza pierwszą ósemką. Odpadł w półfinale biegu na 400 m.
Rekordy życiowe, wszystkie ustanowione w roku 1912:
- 400 m – 48,8 s.
- 800 m – 1.52,0 s.
- 1500 m – 4.01,2 s.

Po zakończeniu wyczynowego uprawiania sportu został trenerem. Zmarł w swym domu w Queens w Nowym Jorku w 1942.